# Kazachen
De Kazachen (ook wel Kazakken of Qazaq (mv. qazaqtar) genoemd; Kazachs: қазақ, [qɑzɑq]; Russisch: казах) zijn een ongeveer 15 miljoen mensen tellend Turks volk dat ontstaan is tussen de 13e en 15e eeuw uit een stam in het grondgebied van Orda Khan (over de oorsprong daarvoor bestaan meerdere verhalen) en nu voornamelijk woont in het Centraal-Aziatische land Kazachstan. Het waren oorspronkelijk nomaden in de westelijke steppe van Centraal-Azië. De Kazachen behoren grotendeels tot een van de drie jüz (hordes of stamconfederaties): Ulı jüz (Grote Horde), Orta jüz (Middelste Horde) en Kişi jüz (Kleine Horde).
In het begin van de 19e eeuw werd het kanaat van de Kazachen door Rusland geannexeerd, waarna zij geleidelijk overgingen tot sedentarisatie. Na de revolutie ontstond de autonome republiek Kazachstan, die in 1936 een Sovjetrepubliek werd en in 1991 een onafhankelijke staat.

## Bevolking in Kazachstan
In totaal is ongeveer 67%, ongeveer 12 miljoen mensen, Kazach, daarnaast is er een grote Russische minderheid in Kazachstan. Hiernaast wonen er veel Kazachen in Rusland (648.000 bij de Russische volkstelling van 2010).

## Kazachen in de diaspora
In het noordwesten van China wonen ook Kazachen, namelijk in de autonome Kazachse prefectuur Ili. In het uiterste westen van Mongolië in de provincie Bajan-Ölgi is 89% van de bevolking Kazach. In Oezbekistan wonen 2 miljoen Kazachen.
De Kazachen mogen niet worden verward met de Kozakken.

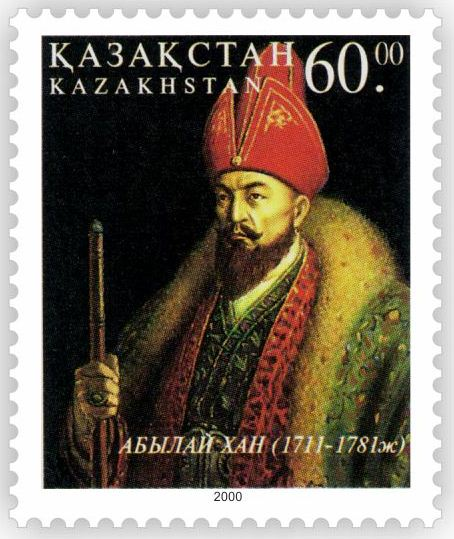
Ablai Khan - Kazachse staatsman en politieke figuur, khan van de gehele Kazachse Khanate, erkend door de meeste van alle drie de zhuzes
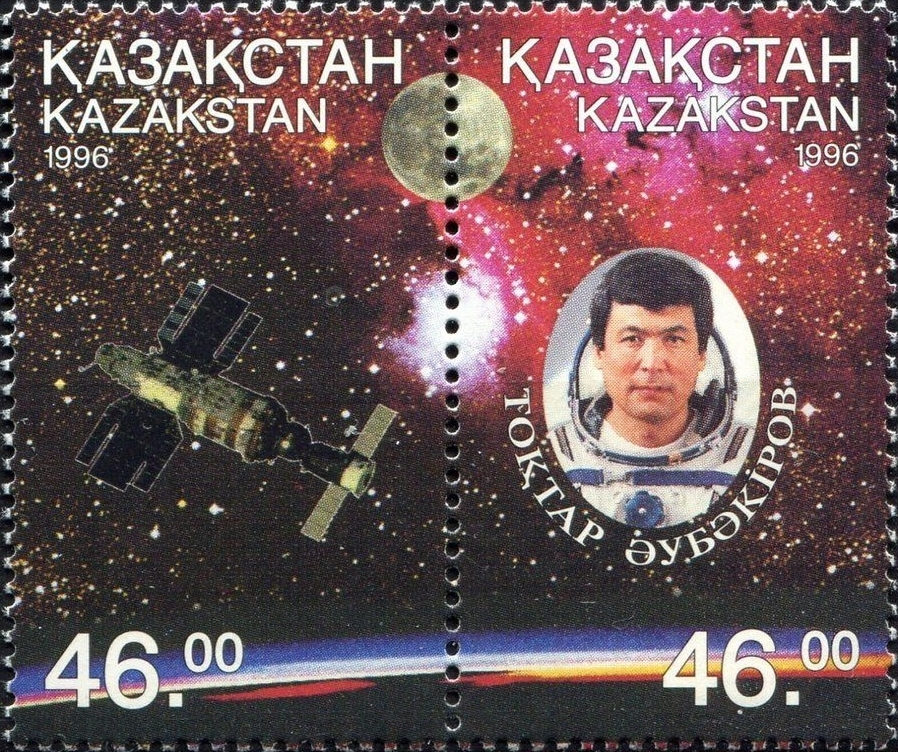
T. Äubäkirov
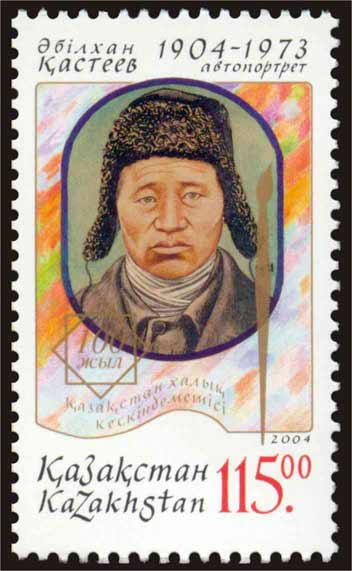
A. Qastejev
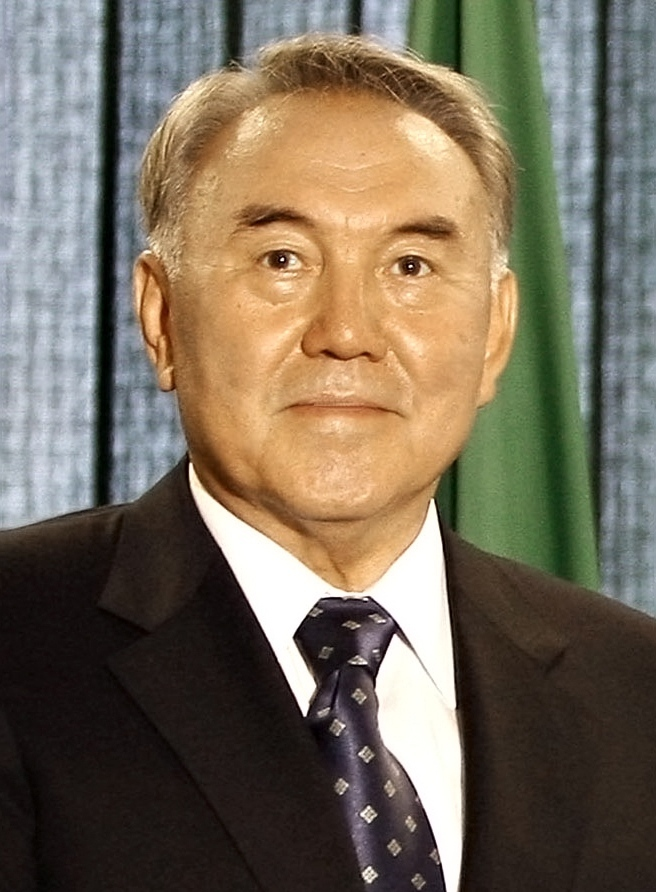
Noersoeltan Nazarbajev
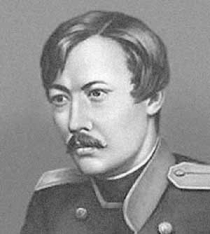
Chokan Valikhanov - Kazachse wetenschapper, historicus, etnograaf, folklorist, reiziger, opvoeder en oriëntalist

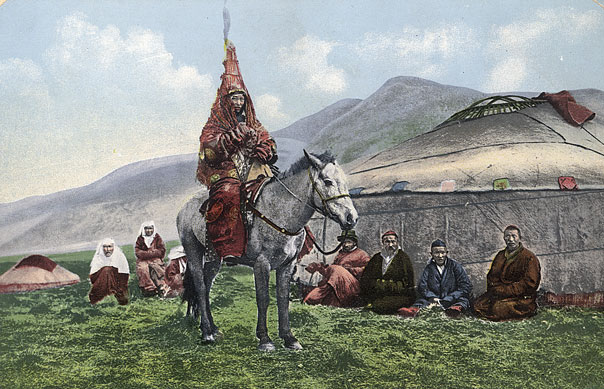
Kazachse vrouw in traditioneel bruiloftsgewaad te paard met een joert op de achtergrond (Foto: Sergej Borisov, jaren 10 van de 20e eeuw)
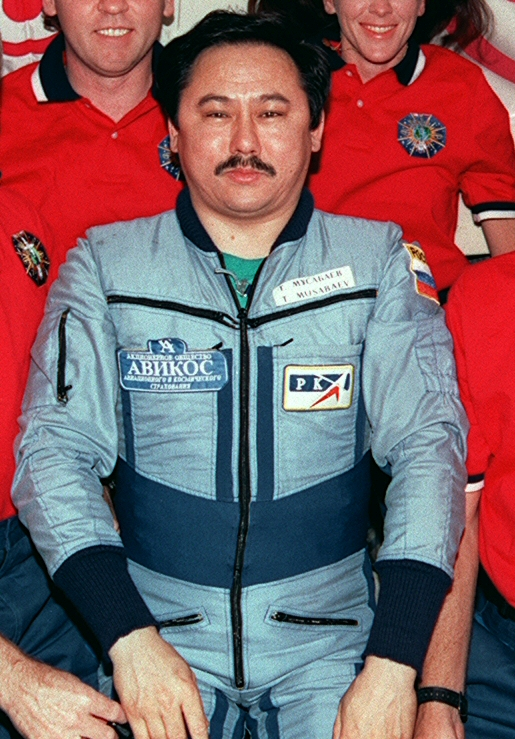
Talgat Moesabajev, Kazachs kosmonaut en Held van Rusland
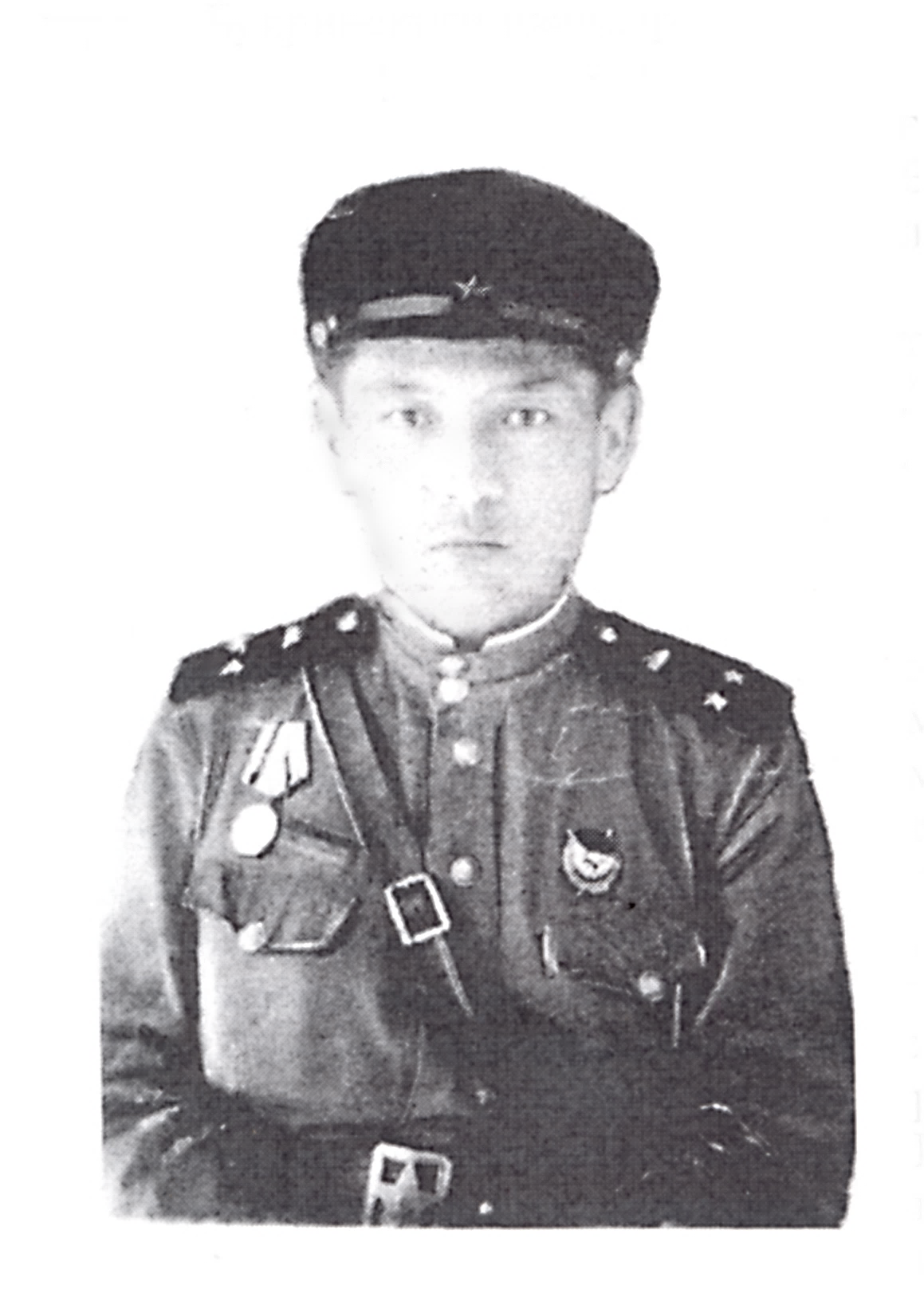
Galiy Adilbekov - militair leider, tankaas, de enige van alle Kazachen die de commandant was van een tankbrigade in de Tweede Wereldoorlog

Abazijnen ·
Abchaziërs ·
Achvachen ·
Adygeeërs ·
Aino ·
Aleoeten ·
Aljoetoren ·
Altaj (Oirot) ·
Andi ·
Armeniërs ·
Avaren ·
Azerbeidzjanen·
Balkaren ·
Baraba ·
Basjkieren ·
Bergjoden ·
Boerjaten ·
Chakassen ·
Chanten ·
Chinezen ·
Dargienen ·
Dolganen ·
Enetsen ·
Evenen ·
Evenken ·
Georgiërs ·
Grieken ·
Ingoesjen ·
Ingriërs ·
Itelmenen ·
Jakoeten ·
Joden ·
Joekagieren ·
Joepiken ·
Kabardijnen ·
Kalmukken ·
Kamtsjadalen ·
Karatsjajers ·
Kareliërs ·
Kazachen ·
Kereken ·
Ketten ·
Komi ·
Koreanen ·
Korjaken ·
Korjo-saram ·
Krim-Tataren ·
Lezgiërs ·
Mansen ·
Mari (Tsjeremissen) ·
Meschetische Turken ·
Mordwienen ·
Nanai ·
Negidalen ·
Nenetsen (Joeraken) ·
Nganasanen ·
Nivchen (Giljaken) ·
Nogai ·
Oedegen ·
Oedmoerten ·
Oekraïners ·
Oeltsjen ·
Oezbeken ·
Oroken ·
Orotsjen ·
Osseten ·
Polen ·
Pomoren ·
Rusland-Duitsers (inclusief Wolga-Duitsers) ·
Russen ·
Samen (Lappen) ·
Selkoepen ·
Sjoren ·
Sojoten ·
Tabassaranen ·
Perzen (Tadzjieken) ·
Taten ·
Teleoeten ·
Tofalaren ·
Tsachoeriërs (Caxur) ·
Tsjerkessen ·
Tsjetsjenen (Noxchi) ·
Tsjoektsjen ·
Tsjoelymen ·
Tsjoevanen ·
Tsjoevasjen ·
Turkmenen ·
Toevanen ·
Wepsen ·
Belarussen (Wit-Russen) ·
Wolga-Tataren ·
Woten
Achang · Akha · Bai · Baima · Blang (Bulong) · Bonan · Buyi · Dai · Daur · De'ang · Dong · Dongxiang · Drung · Evenken · Gaoshan (Taiwanese aboriginals) · Gelao · Gin (Vietnamezen) · Han · Hani · Hlai (Li) · Hui · Jingpo · Jino · Kazachen · Kirgiezen · Koreanen · Lahu · Lhoba · Lisu · Mantsjoes · Maonan · Miao (Hmong) · Mongolen · Monpa (Menba) · Mulam (Mulao) · Nanai (Hezhe) · Naxi · Nu · Oeigoeren · Oezbeken · Oroqen · Pumi · Qiang · Russen · Salar · She · Sui · Tadzjieken · Tataren · Tibetanen (Zang) · Tu · Tujia · Wa (Va) · Yao · Yi · Yugur · Xibe · Zhuang